# Aspbarkgnagare
Aspbarkgnagare (Xyletinus tremulicola) är en skalbaggsart som beskrevs av Y.Kangas 1958, efter exemplar insamlade i Kalixtrakten av Stig Lundberg. Aspbarkgnagare ingår i släktet Xyletinus, och familjen trägnagare. IUCN kategoriserar arten globalt som nära hotad. Enligt den finländska rödlistan är arten sårbar i Finland. Enligt den svenska rödlistan är arten nära hotad i Sverige. Arten förekommer i Svealand, Nedre Norrland och Övre Norrland. Artens livsmiljö är naturmoskogar.